# Нике (гора)
Нике — гора, расположенная на границе между Колумбией и Панамой. Достигает 1730 метров в высоту. Северный склон горы находится в пределах национального парка Дарьен. Гору покрывают тропический лес типичный для этой местности. С предгорий Альто-де-Нике берут свои истоки небольшие реки, притоки рек Атрато и Бальса. Ближайшие населённые пункты со стороны Колумбии Риосусьо, Панамы — Эль-Реал-де-Санта-Мария. На востоке от горы проходит известное Панамериканское шоссе.